# العلاقات البالاوية الجنوب إفريقية
العلاقات البالاوية الجنوب أفريقية هي العلاقات الثنائية التي تجمع بين بالاو وجنوب أفريقيا.

## مقارنة بين البلدين
هذه مقارنة عامة ومرجعية للدولتين:
| وجه المقارنة                                              | بالاو                         | جنوب أفريقيا |
| --------------------------------------------------------- | ----------------------------- | --- |
| المساحة (كم2)                                             | 465                           | 1.22 مليون |
| عدد السكان (نسمة)                                         | 21.73 ألف                     | 57.73 مليون |
| الكثافة السكانية (ن./كم²)                                 | 4.67 ألف                      | 47.32 |
| العاصمة                                                   | نغيرولمود، كورور              | بريتوريا، بلومفونتين، كيب تاون |
| اللغة الرسمية                                             | لغة إنجليزية، اللغة البالاوية | لغة إنجليزية، اللغة الأفريقانية، اللغة النديبلي الجنوبية، اللغة السوثو الشمالية، اللغة السوتية، لغة سوازي، اللغة التسونجا، اللغة التسوانية، اللغة الفيندية، اللغة الكوسية، اللغة الزولوية |
| العملة                                                    | دولار أمريكي                  | راند جنوب أفريقي |
| الناتج المحلي الإجمالي (بليون دولار)                      | 291.54 مليون                  | 349.42 مليار |
| الناتج المحلي الإجمالي (تعادل القوة الشرائية) بليون دولار | 326.12 مليون                  | 725.91 مليار |
| الناتج المحلي الإجمالي الاسمي للفرد دولار أمريكي          | 13.50 ألف                     | 5.72 ألف |
| الناتج المحلي الإجمالي للفرد دولار أمريكي                 | 14.76 ألف                     | 13.05 ألف |
| مؤشر التنمية البشرية                                      | 0.780                         | 0.666 |
| رمز المكالمات الدولي                                      | +680                          | +27 |
| رمز الإنترنت                                              | .pw                           | .za |
| المنطقة الزمنية                                           | ت ع م+09:00                   | ت ع م+02:00، أفريقيا/جوهانسبرغ ‏ |

## منظمات دولية مشتركة
يشترك البلدان في عضوية مجموعة من المنظمات الدولية، منها:
| علم المنظمة | اسم المنظمة                                 | تاريخ انضمام بالاو | تاريخ انضمام جنوب أفريقيا |
| ----------- | ------------------------------------------- | ------------------ | ------------------------- |
|             | مجموعة دول أفريقيا والكاريبي والمحيط الهادئ | ?                  | ?                         |
|             | مؤسسة التنمية الدولية                       | 16 ديسمبر 1997     | 12 أكتوبر 1960            |
|             | الأمم المتحدة                               | 15 ديسمبر 1994     | 7 نوفمبر 1945             |
|             | البنك الدولي للإنشاء والتعمير               | 16 ديسمبر 1997     | 27 ديسمبر 1945            |
|             | منظمة حظر الأسلحة الكيميائية                | ?                  | ?                         |
|             | مؤسسة التمويل الدولية                       | 16 ديسمبر 1997     | 3 أبريل 1957              |
|             | وكالة ضمان الاستثمار متعدد الأطراف          | 16 ديسمبر 1997     | 10 مارس 1994              |
|             | يونسكو                                      | 20 سبتمبر 1999     | 4 نوفمبر 1946             |

## وصلات خارجية
- موقع وزارة الخارجية الجنوب أفريقية